# 山田藤蔵
山田 藤蔵 （やまだ とうぞう、生没年不詳）は、安土桃山時代の武将である。山田藤三郎、山田藤三とも言われる。

## 略歴
越前国の武将であり、天正20年（1592年）の文禄の役では大谷吉継、木村重茲、太田半次、らと共に11番隊として200人を率いたとされている（実際に戦ったかは不明）。また、第二次晋州城攻防戦の陣立てにも名が残る。帰国時には98人となっていた。

## 参照
1. 1 2  日本戦史
2. ↑  文禄・慶長の役